# L'Iliade ou le poème de la force

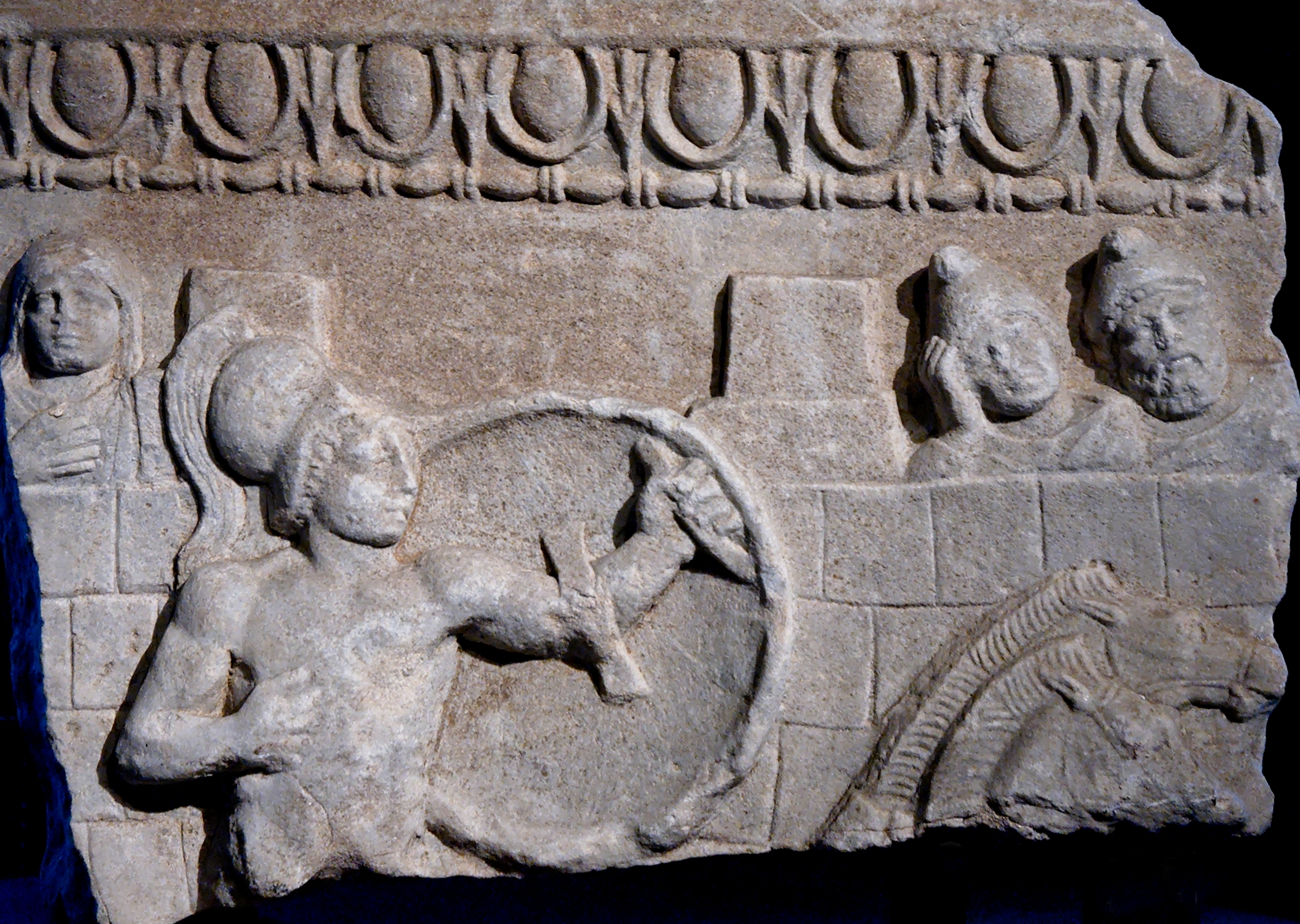
Andròmaca mirant des de les muralles de Troia a Aquil·les arrossegant el cadàver d'Hèctor darrere del seu carro. Pedra calcària, fragment d'un sarcòfag de finals del. Reggio de Calàbria. Museu Arqueològic

L'Iliade ou le poème de la force (La Ilíada o el poema de la força) és un assaig de 24 pàgines escrit el 1939 per Simone Weil. Tracta sobre el poema èpic d'Homer, la Ilíada, i reflexiona sobre les conclusions que es poden extraure de l'epopeia respecte a la naturalesa de la força en els afers humans.
L'assaig havia d'aparéixer en la Nouvelle Revue Française, però l'ofensiva alemanya en la Segona Guerra Mundial ho va impedir. Es publicà per primera vegada el 1940 amb el títol L'Iliade ou le poème de la force en Els Cahiers du Sud (números 230-231) amb el pseudònim d'Emile Novis. Cahiers era l'única revista literària important disponible en la zona franca francesa quan es publicà l'assaig per primera vegada. Llavors Simone Weil es trobava refugiada en qualitat de jornalera en les vinyes de Gustave Thibon, ja que les lleis racistes de Vichy l'havien despullat de la seua càtedra de filosofia i grec. Poc després Thibon es convertiria en amic i admirador seu i, després, en dipositari de part dels seus escrits. La primera traducció a l'anglés, la va fer Mary McCarthy i es publicà en la revista Politics de Nova York el 1945. De llavors ençà, l'assaig ha estat republicat moltes voltes. El 2007, era l'únic escrit de Simone Weil sobre literatura grega antiga que es s'utilitzava de manera usual en cursos universitaris sobre els clàssics.

## Argument

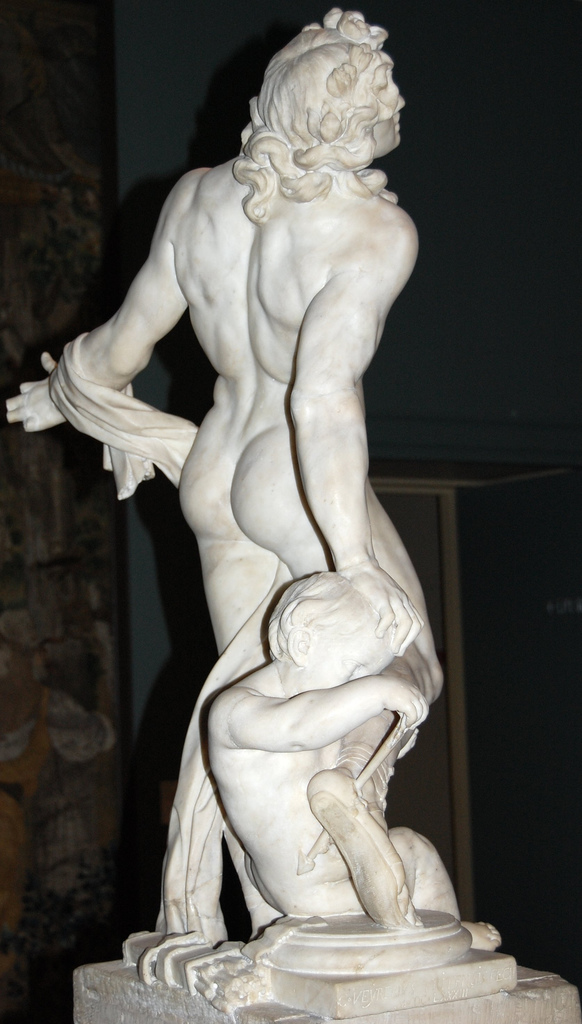
Aquil·les, el guerrer més formidable de l'època, mostrat ací amb la ferida de fletxa fatal que va sofrir durant el setge de Troia. Christophe Veyrier. Aquil·les agonitzant, Londres, Museu de Victoria i Albert

Simone Weil introdueix el tema central d'aquest estudi en les primeres tres frases:
El vertader heroi, el vertader tema, el centre de la Ilíada és la força. La força manegada pels humans, la força que sotmet els humans, la força davant la qual la carn dels humans es retrau. L'ànima humana hi apareix modiﬁcada sense parar per les seues relacions amb la força, arrossegada, encegada per la força que creu disposar, doblegada per la pressió de la força que pateix. 
Simone Weil defineix la força com allò que converteix a qui s'hi sotmet en una cosa; en el pitjor dels casos, en un cadàver. Examina la violència emocional i psicològica que es pateix si s'està obligat a sotmetre's per força, fins i tot quan no es pateix mal físic, posant-ne l'esclau i el suplicant com a exemples. Afirma que la força és perillosa no únicament per a la víctima, sinó per a qui la exerceix, perquè intoxica en adormir els sentits de la raó i la pietat. La força pot convertir fins i tot el seu posseïdor en una cosa: un autòmat impulsat per la fúria o la luxúria. L'estudi descriu com la Ilíada indica que ningú controla vertaderament la força; tots en el poema, fins i tot els poderosos Aquil·les i Agamèmnon, pateixen si més no breument quan la força dels fets se'ls torna en contra. Simone Weil sosté que sols emprant la força moderadament es pot escapar dels seus efectes nocius, però que la moderació per a fer-ho es troba molt rarament i és només un mitjà de fuita temporal de l'inevitable pes de la força.
"En [el] text s'entrellacen dos conceptes fonamentals del pensament de Simone Weil (dissort i força) en la idea que tota desgràcia humana sols és l'efecte del desplegament d'una força […] el poema mostra com l'heroi hi cedeix sempre, tant si l'exerceix com si la pateix, com tot desapareix davant la perspectiva brutal del consentiment a un destí despietat, i com l'ús moderat de la força sols és una il·lusió."
L'autora dona raons per les quals considera la Ilíada una obra insuperable en el cànon occidental. Simone Weil admira la seua honestedat en descriure la realitat de la guerra i pensa que l'epopeia cobreix els diferents tipus d'amor humà –entre pares i fills, el fraternal, entre companys, i l'amor eròtic– tot i que els moments en què l'amor apareix directament són molt breus i actuen com a contrapunt de la tragèdia i la violència, d'altra banda implacables. En les darreres pàgines de l'assaig, però, Simone Weil afirma que la influència de l'amor està sempre present en l'epopeia, en el to amarg que "procedeix de la tendresa": "la justícia i l'amor, que a penes tenen cabuda en aquest estudi dels extrems i dels actes injustos de violència, banyen, però, l'obra amb la seua llum sense arribar a ser mai perceptibles, excepte com una espècie d'accent".
A la fi de l'estudi, Weil analitza el sentit d'equitat amb què el patiment dels combatents de tots dos bàndols, troians i grecs, de qualsevol rang o grau d'heroisme, són tractats de la mateixa manera amarga i sense menyspreu. Simone Weil explica que aquest grau d'equitat mai ha estat igualat en cap altra obra occidental, tot i que fins a un cert punt es va transmetre en les tragèdies àtiques, especialment les d'Èsquil i Sòfocles, fins als Evangelis. Des dels Evangelis, però, Simone Weil pensa que molt pocs autors han pogut acostar-se a aquest sentit de compassió universal, malgrat assenyalar-ne Shakespeare, Villon, Molière, Cervantes i Racine com a autors que s'hi acosten més que la majoria en algunes de les seues obres.

## Acollida
New York Review of Books va avaluar l'assaig com una de les obres més reconegudes de Simone Weil. The Atlantic Monthly va escriure que, juntament amb la Ilíada de Rachel Bespaloff, l'assaig de Simone Weil "continua sent la resposta més estimada, torturada i profunda del segle XX al poema més gran i més pertorbador del món".
Simone Petrement, amiga de Weil, en va dir que l'assaig mostrava una nova llum amb què veure la Ilíada. Mentre que abans l'obra sovint s'havia considerat un relat commovedor de fets heroics, després de l'assaig es podia veure com una descripció precisa i compassiva de com tant els vencedors com les víctimes són danyats per l'ús de la força. L'estudi conté fragments de l'epopeia que Simone Weil va traduir ella mateixa; Petrement registra com Weil es va prendre més de mitja hora per línia, per tal de capturar el sentit de simpatia i compassió que impregna l'obra d'Homer millor que qualsevol traducció anterior.
Elizabeth Hardwick descrigué aquest treball com "un dels assaigs literaris més commovedors i originals mai escrits". El títol del primer capítol de Deu lliçons sobre els clàssics (Dieci lezioni sui classici) de Piero Boitani, El poema de la força i la pietat, es fa ressò del títol de l'obra de Simone Weil, i reflecteix la influència duradora de les seues idees en el món contemporani.
Ricardo Rodríguez Morales opina que "la lectura d'Homer feta per Simone Weil dona una llum nova no únicament sobre la guerra antiga, sinó sobre la guerra mateixa, i més aïna sobre la que estava enderrocant a Europa les bases de la civilització fundada a Grècia. De la lectura de la Ilíada es desprén que el coneixement de la força i la compassió davant la desgràcia són per igual les condicions de la justícia i l'amor humans."
Manuel Fernández Labrada destaca que: "la seua visió del poema homèric és la d'una humanista, testimoni privilegiat d'un moment històric marcat per la destrucció i l'odi, que torna la mirada al passat tot cercant-hi una llum que li permeta comprendre l'horror que l'envolta. El seu text és una prova més que les obres fonamentals de la nostra cultura són les que en els moments difícils poden fer de fars que il·luminen el camí."

## Nota
1. ↑  Piero Boitani (Roma, 1947) és un crític literari italià. Rebé el doctorat de Cambridge mentre hi ensenyava, i ha ensenyat en la Universitat de Pescara i la de Perugia. És professor emèrit de Literatura Comparada en la Universitat de Roma La Sapienza i ha ensenyat en la Universitat Pontifícia Gregoriana i en la Universitat de la Suïssa Italiana.